# 萊頓 (倫敦)
萊頓（Leyton）是英國倫敦東區的一個地區，在行政區劃上屬於瓦爾珊森林倫敦自治市，位於查令十字東北6.2英里（10）處。萊頓是萊頓東方足球俱樂部的主場。